# Kazuki Kitamura
Kazuki Kitamura (北村 一輝, Kitamura Kazuki), né le 17 juillet 1969 à Higashisumiyoshi-ku, Osaka, est un acteur japonais.

## Biographie

### Une jeunesse marquée par le 7eArt
Kazuki Kitamura est né à Higashisumiyoshi-ku, dans la préfecture d'Osaka. Il est le deuxième enfant d'une fratrie de trois garçons ; son aîné est le réalisateur Kitamura Toshihiro. Ses grands-parents maternels sont originaires d'Okinawa. Très sportif, il pratique le nihon-buyō (style Bandō), l'équitation, le karaté et la natation.
Passionné par le cinéma dès son plus jeune âge, il est particulièrement marqué par le long métrage La Marche de Kamata, réalisé par Kinji Fukasaku.
Enfant, après avoir vu le film Le Cygne noir avec Tyrone Power, il développe une fascination pour les pirates ; par la suite, apprenant qu'il ne pourra jamais s'illustrer dans la flibusterie, il décide plutôt de devenir comédien : « En jouant un rôle, je peux devenir n'importe quel personnage, y compris un pirate ! »,.

### D'aspirant acteur à globe-trotter
En 1988, à 19 ans, il déménage à Tokyo afin de lancer sa carrière. Il s'improvise manager pour se promouvoir auprès de différentes agences et gère seul ses débuts. Mais l'expérience tourne court et il ne décroche que des rôles de figurants.
Désillusionné, il renonce vite à ses ambitions et passe les quatre années suivantes à voyager. Son road trip le mène en Australie, en Amérique du Sud et en Asie du Sud-Est. Comprenant qu'il cherche surtout à fuir son échec, il décide de rentrer au Japon pour tenter à nouveau sa chance dans l'industrie du divertissement,.

### La révélation avec Miike et Mochizuki
De retour à Tokyo au milieu des années 90, il reprend sa carrière d'acteur. Ses rencontres successives avec Takashi Miike (The Way to Fight ; 1996) et Rokurō Mochizuki (Onibi, le démon ; 1997) marquent un tournant majeur dans son parcours.
En 1999, le Kinema Junpō lui dédie le prix du Meilleur nouvel acteur pour ses performances dans les films Minazuki et Ley Lines. Ces prestations lui permettent également de remporter la récompense du Meilleur acteur dans un second rôle aux Japan Internet Film Awards. Un an plus tard, pour Kyohansha, Minazuki et Kanzen-naru shiiku, il décroche le prix du Meilleur acteur dans un second rôle au Festival du film de Yokohama.
En 2014, il tient l'un des deux rôles principaux de Killers, la toute première coproduction cinématographique indo-japonaise. Il enchaîne sur une autre coproduction indonésienne, The Raid 2, la suite du film culte de Gareth Evans.
Extrêmement prolifique, il n'a jamais cessé de tourner depuis les années 90, s'illustrant à la fois dans des blockbusters et des productions plus intimistes. Il marque néanmoins une prédilection pour les antihéros voire les antagonistes, campant régulièrement des personnages violents, déviants ou troubles.

### Méthode de jeu
Kitamura est réputé pour s'investir physiquement et psychologiquement dans ses personnages. Pour Onibi, son rôle étant d'incarner un patron de bar homosexuel, il se rend à Shinjuku ni-chōme, le quartier queer de la capitale, où il s'entretient avec les habitués et leur demande des conseils. Pour jouer le gangster Hisao dans Joker, il se fait enlever neuf dents. En 2011, il campe un homme de nationalité indienne dans Kaibutsu-kun the Movie et s'avère si convaincant lors du tournage que les figurants locaux pensent avoir affaire à un concitoyen.

## Filmographie partielle

### Cinéma
- 1991 : Yuki no Concerto
- 1996 : The Way to Fight (喧嘩の花道) : Takeshi
- 1996 : Tenzen Shoujo Man (天然少女 萬)
- 1997 : Young Thugs: Innocent Blood (岸和田少年愚連隊　血煙り純情篇) : Sada
- 1997 : Onibi, le démon (鬼火) : Hideyuki Sakata
- 1997 : Mukokuseki no otoko: Chi no shûkaku
- 1997 : Romantikku mania : Ujiie
- 1997 : L'Anguille (うなぎ)
- 1998 : Joker : Hisao
- 1998 : Andromedia (アンドロメディア) : Sada
- 1999 : Kanzen-naru shiiku (完全なる飼育)  : Tsuda
- 1999 : Kyohansha (共犯者) : Yasuharu Nishikawa
- 1999 : Kaizokuban Bootleg Film (海賊版) : Yoji
- 1999 : Ley Lines (日本黒社会 LEY LINES) : Ryuichi
- 1999 : Minazuki (皆月) : Akira
- 1999 : Dead or Alive (DEAD OR ALIVE 犯罪者)
- 2000 : Freeze Me (フリーズ・ミー) : Noboru Hirokawa
- 2000 : Himawari : Shinji Sasahara
- 2000 : Swing Man : Kazuki Kitaoka
- 2000 : Kishiwada Shōnen Gurentai: Yakyudan
- 2001 : Rendan : Ohsawa
- 2001 : Man-hole : Shin'ichi Yoshioka
- 2001 : Turn : Kakizaki Kiyotaka
- 2001 : Chinpira
- 2002 : Bastoni: The Stick Handlers
- 2002 : Onna kunishuu ikki
- 2002 : Jam Films (segment The Messenger -弔いは夜の果てで- de Ryūhei Kitamura)
- 2003 : Yurusarezaru mono
- 2003 : Azumi (あずみ) : Kanbê Inoue
- 2003 : 9 Souls (ナイン・ソウルズ) : Tamori
- 2003 : Kanzen-naru shiiku: Onna rihatsushi no koi : Kenji
- 2003 : Kill Bill : Volume 1 : Koji / Crazy 88
- 2003 : Sky High (スカイハイ劇場版)
- 2003 : The Man in White (許されざる者)
- 2003 : Kyô no dekigoto : Surfer
- 2004 : Kill Bill : Volume 2 : Koji / Crazy 88
- 2004 : Kaidan Shin Mimibukuro: Gekijōban (segment "Omoi!")
- 2004 : Blood and Bones (血と骨) : Yoshio Motoyama
- 2004 : Godzilla: Final Wars (ゴジラ FINAL WARS) : le contrôleur de la planète X
- 2004 : Atarashii kaze - Wakaki hi no Yoda Benzo : Benzo Yoda
- 2005 : Azumi 2: Death or Love (あずみ2 Death or Love) : Kanbê Inoue
- 2005 : Sengoku Jieitai 1549 (戦国自衛隊1549) : Shichibe Iinuma
- 2005 : Nureta akai ito : Shigeru
- 2006 : Maze
- 2006 : So-Run Movie
- 2006 : Tokyo Friends: The Movie (東京フレンズ The Movie)
- 2006 : Hanada Shōnen-shi (花田少年史 幽霊と秘密のトンネル) : Masahiko Sawai
- 2006 : Oh! Oku (大奥) : Chojuro Kaneko
- 2007 : Yakuza : L'Ordre du dragon (龍が如く 劇場版) : Kazuma Kiryu
- 2007 : Maiko Haaaan!!! (舞妓Haaaan!!!) (2007) : le Docteur
- 2007 : Kaze no sotogawa
- 2008 : Dôsôkai
- 2008 : Jirochô sangokushi
- 2008 : Suspect X (容疑者Xの献身, Yōgisha ekkusu no Kenshin?) de Hiroshi Nishitani : Shunpei Kusanagi
- 2009 : Donjū (鈍獣) : Chi Edajima
- 2009 : Eo-ddeon bang-moon
- 2009 : Killer VirginRoad : Michio Keizan
- 2009 : Acacia
- 2010 : Space Battleship (宇宙戦艦ヤマト)
- 2011 : Kaibutsu-kun the Movie (映画 怪物くん) : Sunil
- 2011 : Speed Angels (極速天使) : Asano / Onidaka
- 2012 : Thermae Romae (テルマエ・ロマエ) : Ceionius
- 2012 : Bakugyaku Familia : Yuji natsume
- 2012 : La Tragédie du Japon : Yoshio Murai
- 2012 : Yokai Ningen Bem (妖怪人間べム) : Akinori Natsume
- 2013 : Night People (ナイトピープル) : Shinji
- 2013 : Jongeun Chingoodeul : Tatsuya
- 2013 : Midsummer's Equation : Shunpei Kusanagi
- 2013 : Ataru The First Love & The Last Kill (劇場版 Ataru The First Love & The Last Kill) : Shunichi Sawa
- 2013 : SPEC: Close
- 2014 : The Trick Movie: The Last Stage
- 2014 : Killers : Nomura
- 2014 : The Raid 2 : Ryuichi
- 2014 : Samurai Cat - The Movie : Kyutaro Madarame
- 2014 : Thermae Romae II : Ceionius
- 2014 : Man From Reno : Akira
- 2014 : Parasyte: Part 1 : Takeshi Hirokawa
- 2015 : Parasyte: Part 2 : Takeshi Hirokawa
- 2015 : Samurai Cat 2 - The Movie : Kyutaro Madarame
- 2017 : Partners: The Movie IV : l'homme en noir
- 2017 : Blade of the Immortal : Sabato Kuroi
- 2017 : The Scythian Lamb : Katsushi sugiyama
- 2017 : The 8-Year Engagement : Shibata
- 2018 : Tonight, at the Movies : Ryunosuke Shundo
- 2018 : Last Winter, We Parted : Yoshiki Kobayashi
- 2018 : Pretty Cure Super Stars! : Usobakka (voix)
- 2018 : Million Dollar Man : Momose
- 2019 : The Battle: Roar to Victory : Yasukawa Jiro
- 2021 : Kenshin : L'Achèvement : Tatsumi
- 2021 : Kenshin : Le Commencement : Tatsumi
- 2021 : Signal the Movie : Takeshi Ōyama
- 2021 : The Great Yokai War: Guardians : Watanabe no Tsuna
- 2022 : Silent Parade : Shunpei Kusanagi
- 2022 : Hell Dogs : Tsutomu Toki
- 2023 : Zom 100: Bucket List of the Dead : Gonzo Kosugi
- 2023 : From the End of the World
- 2023 : Fly Me to the Saitama: From Biwa Lake with Love
- 2024 : Don't Lose Your Head! : Tokugawa Tsunayoshi
- 2024 : Let's Go Karaoke! : le chef des yakuzas
- 2024 : Gold Boy
- 2024 : The Yin Yang Master Zero : Koremune no Korekuni
- 2025 : Muromachi Outsiders : Nawa
- 2025 : Sham  : Yamato
- A venir : Golden Kamui 2 : Shirosuke Inudō

### Télévision
- 2003 : Ōoku (大奥) : Tokugawa Iesada
- 2006 : Team Medical Dragon (医龍-Team Medical Dragon-) : Gunji Kirishima
- 2006 : Akihabara@DEEP (アキハバラ@DEEP) (TBS, 2006) : Takeshi Nakagomi
- 2006 : 14-sai no Haha: Aisuru tame ni Umaretekita : Hatano
- 2007 : Bambino! : Reiji Yona
- 2007 : Galileo : Shunpei Kusanagi
- 2007 : Team Medical Dragon 2 (医龍-Team Medical Dragon 2-) : Gunji Kirishima
- 2011 : Yokai Ningen Bem : Akinori Natsume
- 2013 : Galileo 2 : Shunpei Kusanagi
- 2013 : Samurai Cat : Kyutaro Madarame
- 2014 : Hirugao : Osamu Kato
- 2015 : Hamon : Yasuhiko Kuwahara
- 2015 : Samurai Cat : Kyutaro Madarame
- 2015 : Yamegoku: Yakuza Yamete Itadakimasu : Kakeru Mikajima
- 2017 : I shitsubute  : Kazunori Mase
- 2018 : Signal  : Takeshi Ōyama
- 2019 : Ōoku the Final : Tokugawa Muneharu
- 2019 - 2020 : Scarlet : Jōji Kawahara
- 2021 : Heaven and Hell: Soul Exchange : Mitsuo Kawahara
- 2021 : Okehazama : Oda Nobuhide
- 2022 : The Forbidden Magic : Shunpei Kusanagi
- 2023 : Born to Be On Air! : Kanetsugu Matō
- 2024 : Tokyo Swindlers : Takeshita
- 2024 : Golden Kamui: The Hunt of Prisoners in Hokkaido : Shirosuke Inudō
- 2024 : La Grande Maison Tokyo Special : Sosuke Akashi

### Doublage
- 2019 : Aladdin : Jafar (Marwan Kenzari)

## Théâtre
- 2007 : Sasayaki-iro no ano hi-tachi (ささやき色のあの日たち) de Chikyū Gorgeous